# Aniseiconia
Si definisce aniseiconia un’anomalia della visione binoculare in cui le immagini formate sui piani retinici dei due occhi hanno dimensioni diverse. Il termine deriva dal greco (anisos, disuguale ed eikon, immagine) e significa letteralmente immagini non uguali. La differenza di grandezza delle immagini viene quantificata in percentuale e quando è di lieve entità non provoca sintomi. Diversamente, un’aniseiconia di grado elevato è caratterizzata da una serie di anomalie della visione binoculare tra le quali la più significativa è la visione doppia (diplopia); si presenta in caso di anisometropia o antimetropia elevata (più di tre diottrie di differenza), quando la si corregge con lenti a tempiale.
Quando si corregge un difetto della vista con una lente, a causa della legge della rifrazione, l’immagine che si forma a fuoco sulla retina subisce un ingrandimento (se la lente è positiva) o un rimpicciolimento (se la lente è positiva) che aumenta con il potere della lente. A causa della distanza che intercorre tra l’apice della cornea e la lente, questo effetto è maggiore indossando una lente a tempiale (quella dell’occhiale, ossia posizionata a livello della tempia). Pertanto, se le lenti anteposte ai due occhi hanno un potere diverso, le due immagini formate sulla retina risultano entrambe a fuoco, ma sono di dimensione diversa. Questa differenza di dimensione delle due immagini è detta Aniseiconia. Se la differenza tra le due lenti è elevata (maggiore di 3 diottrie) 
Quando è presente la visione binoculare (o stereoscopia), le due immagini che cadono su punti retinici corrispondenti, essendo appunto di dimensione diversa, a livello corticale cadono una dentro l’altra. Questa condizione diplopica è diversa rispetto alle comuni diplopie nelle quali le immagini cadono ad esempio una di fianco all’altra.
Per correggere questo difetto percepito, bisogna prima di tutto valutare se c’è una dominanza visiva in uno dei due occhi, quindi procedere riducendo la correzione prevalentemente in quello non dominante. Nel caso in cui entrambi abbiano un potenziale normale  si riduce la correzione di quello col difetto maggiore.
In questo modo, a discapito della visione nitida di uno dei due occhi, recuperiamo la condizione stereoscopica, cosa che ha un valore altrettanto, se non di più, importante, rispetto all'acuità visiva stessa.